# ビリヤードの反則行為
ビリヤードの反則行為は、ビリヤードにおけるルール違反の一覧。

## ポケット競技

### 総則
以下では、日本ビリヤード協会（NBA）が定めたNBAルールにおける、ポケットビリヤードの全種目に共通するファール規定である第6章に解説を付加する。ナインボール、テンボールおよびエイトボールでは、これらのファールが発生したときに、相手のプレーヤーは手球を任意な位置に置いてプレーできる(手球フリー、Ball In Hand)。

- 第1条　スクラッチ(手球がポケットイン)した場合。
- 第2条　体や衣服、器具などがボールに触れた場合。 
  - 第1項　タップ以外の部分で手球を撞いた場合。 　…慣習的にミスキューは含まないことが多い。
  - 第2項　的球をキューで直接撞いた場合。
  - 第3項　手球及び的球を誤って手に持った場合。 …レフリーの判断を待たずにプレーヤーが誤解に基づき、合法な状態のテーブルでファールの処理を行おうとした場合等。結果としてはファールになる。
- 第3条　ボールが競技スペース外(場外)へ飛び出した場合。
- 第4条　飛び出したボールが第三物体(天井、蛍光灯、チョーク等)や人体に当たってテーブル内に戻った場合。 
  - 第1項　ビリヤードテーブルの競技スペース以外の部分に当たって戻った場合も同様とする。 …但し、第7条の規定があるとおり、レールやクッションに接触して戻ったボールは合法とされることが多い。
- 第5条　手球をダブルヒット外の方法で、2度以上撞いた場合。
- 第6条　手球がクッションにタッチしている時、明らかにボールを押さえ込んだと判断された場合。 …クッションのある方向に対して手玉を撞き、ボールをキューとクッションで挟んで横に押し出すようなショットが該当する。
  - 第1項　但しキューが、そのクッションに平行に近く、明らかに手球が正常に動いたと判断される場合に限りセーフである。
  - 第2項　手球がクッションと第一的球以外の的球にダブルタッチしている場合も、タッチしている的球が動かずにショットできればセーフである。
- 第7条　ボールがクッション及びレールの上に停止した場合。
- 第8条　ショットの際に、床より両足が離れた場合。
- 第9条　測定の目的を持ってテーブル上に目標を記したり、目標となる物体を置いてプレーした場合。 
  - 第1項　キューを計測のために手から離して台上に置いた場合。
  - 第2項　キュー及びボール等の物体を使って距離を計測した場合。
- 第10条　競技の途中で練習した場合や、ゲームに関係のないショットをした場合。…目的のあるショットとの区別が困難であるため、実際にファールを適用される可能性は低い。

なお、レフリーに関しての規定をまとめた同ルールの第7条には、“「故意にルールに反する方法で、ボールを動かしたとレフリーが判定した場合、その選手は失格となる。これは、レフリーの判定と「スポーツマンシップに有るまじき行為」に基づく自由裁量である。 ”とあり、これは黙示的に第6章第2条のような行為を意味するとされる。

### ナインボール
NBAルールのナインボール競技のルールのうちファールについて記述した第6条を引用する。
- 第6条 ファールおよびその対処方法

ファール規定に反する行為をした場合、及び以下のファールを犯した場合は、プレー権は相手プレーヤーに移り、手球をテーブル上の自由な位置においてプレーできる(手球フリー)。また、非合法によってポケットイン、もしくは場外に飛び出してしまった9番ボール以外の的球は戻さない。9番ボールは第4章・第8条に基づきフットスポットに戻す。 
- - 第1項　手球がテーブル上の最小番号のボールに最初に当たらなかった場合。手球がテーブル上の最小番号のボールと他のボールに同時に当たった場合も同様である。
  - 第2項　手球がテーブル上の最小番号のボールに最初に当たったとしても、その後いずれのボールもクッションに当たらないか、ポケットインされない場合。 …ノークッションファールと呼ばれる重要なルールである。
    - （a）クッションタッチしている的球がそのクッションから離れるだけではクッションに当たったとはみなされない。そのクッションから離れた後、他のクッションやボールに当たらないで同一クッションに当たった場合(ヨタリ等で当たった場合)も、クッションに当たったとはみなされない。サイドポケットをまたいだクッションに当たった場合は、その限りではない。
    - （b）手球がクッションタッチしている的球を押さえ込み、瞬間的に的球と2度以上当たった結果、的球がそのクッションから瞬間的に離れて再度当たった場合も､クッションに当たったとはみなされない。 …ノークッションルールに関連する事項。

  - 第3項　第5章・第6条タイムルールが使用されている競技中、レフリーにタイムオーバーを宣告された場合。
  - 第4項　スリーファール

1ゲーム中に3回連続してファールをした場合は、ゲームはその時点で終了し、そのゲームは相手プレーヤーの勝ちとなる。ただし、レフリーが2ファール時、もしくは次のショットに入る前に2ファールを宣告しない場合は、3ファールは成立せず、2ファール状態が維持される。 
注：「第4章・第8条」は以下のようなもの。
- 第8条　ボールの復帰

ポケットインされたボールや、場外に飛び出したボールを所定のスポットに復帰させる場合は以下の通りとする。 
- - 第1項　ボールはスポットの中心上に置く。
  - 第2項　他のボールによってスポットの中心上におけない場合、そのボールのフットレール側に密着させ、ボールの中心をロングラインの真上もしくは延長線上に置く。
  - 第3項　スポットが複数のボールの影響を受けている場合、密着させるべきボールは最もフットレールに近いボールとする。
  - 第4項　2個以上のボールを同時にスポットに戻す場合は、番号の小さいボールより順次後方に密着させて置く。
  - 第5項　フットスポットにもどす場合、フットスポットからフットレールにかけてボールが多数あり配置できない場合は、センタースポットに置く。

### テンボール
ほぼ#ナインボールと同じである。ただし、9ボールを10ボールと読み替えて解釈されたい。

### 戦略としてのファール
ポケットビリヤードでは、ファールが高度なテクニックのひとつとして受け入れられていることにも注意する必要がある。以下は、この理解の助けになる例である。
- プレーヤー甲の巧みなセーフティショット等により、プレーヤー乙がショットをすればほぼ確実にファールになる（第6章に規定された反則ではなく、ショットミスに含まれるもの。ナインボールなら最小番号以外、エイトボールなら自分のボール以外のボールに手玉を最初に当ててしまうこと。）ことを余儀なくされる状況で、乙が故意のファールによって手玉を任意の的球に当て、甲に手玉フリーで順番を回しても容易に取りきれない配球を作り出すこと等がある。
- 2005年のIPTキング・オブ・ザ・ヒルのラウンドロビン戦において、フランシスコ・ブスタマンテは「故意のファールをしても対戦相手にフリーの手玉を渡す以上のペナルティがない」ことをレフリーに確認した上で、テーブル上で密着かそれに近い状態にあり、互いにポケットできない状態になっていた自分のハイボールと相手（マーロン・マナロ）のローボールを相手が崩せないように、手玉をこのトラブルの付近にあったローボールに当てて（故意ファール）遠ざけた。
- 2006年の世界ナインボール選手権で、ベトナムのルン・チーズンはハンガリーのビルモス・フォルデスの1ボールのセーフティに対し、レフリーに口頭で「これはとてもセーフが取れないので、ショットはしない。自分をファールにしてくれ」という旨を伝えた。レフリーが、ルール上の問題から何らかのショットが必要だと言い、ルンは手玉をわずかに撞く（故意ファール）。その後、フォルデスは手玉で6ボールを寄せに行き（故意ファール）、ルンは手玉をどの位置に置いても1番にヒットさせることができないため、手玉をこのクラスターに向けてショットしてトラブル状態を崩して1ボールを露出させる（ルンの2度目の故意ファール）。これは、自分が3ファールになることを避けるためにフォルデスが何らかの攻めに転じてくれることを期待しての戦術だったが、フォルデスが3ファール勝ちを意図して近くにあった9ボールを1に寄せて再び1を狙えなくしたため（フォルデスの2度目の故意ファール）、ルンは次のショットで1の真上にジャンプショットで手玉を正確に落下させるスーパープレイを披露した。

## スヌーカー
スヌーカーでは、ファールを犯した場合は対戦者に既定のポイントが与えられる。その他にも特殊なルールが存在する。